# Илимбетова
Илимбетова — деревня в Аргаяшском районе Челябинской области, входит в состав Дербишевского сельского поселения.

## География
Расположена в северо-восточной части района, на южном берегу озера Байдабы. Расстояние до районного центра села Аргаяш 30 км, до центра сельского поселения деревни Дербишева — 10 км.

## История
Деревня основана в Каратабынской волости во 2-й половине 18 века (в источниках упоминается с 1795). Названа по имени первопоселенца Илимбета Ильгильдина. 
В 1933 организован колхоз «Искра»..

## Население
| 2002 | 2010 |
| ---- | ---- |
| 457  | ↘420 |

(в 1900 — 208, в 1916 — 210, в 1970 — 340, в 1983 — 390, в 1995 — 461)

## Улицы
- Улица Аблаева
- Лесная улица
- Улица Механизаторов
- Новая улица
- Полевая улица
- Луговая улица
- Невская улица
- Улица Бебесары Янбердиной
- Улица Газиза Мурзагалимова
- Улица Миндияра Усманова

## Инфраструктура
- Библиотека
- Школа
- Фельдшерский акушерский пункт
- Мечеть
- ЗАО им. Салавата Юлаева